# 中華板齒犀
中華板齒犀屬（學名：Sinotherium），在中國西部發現的一種絕種犀牛，生存於上新世和中新世，可能是板齒犀的祖先。